# Inderö
Inderö (finska Kyläsaari) är en stadsdel och tätort i Björneborg i Satakunta. Den hade 6 706 invånare år 2013.
Området utgör den 34:de stadsdelen i Björneborg och är planerat för villabebeyggelse. Därför saknas större industrier och större våningshus. Här finns butik, idrottsplan och motionsstig i centrum. De finska lågstadieeleverna från Bredvik, Barnöre, Maggholm och Udden. Närmate lågstadium och gymnasium finns i Svinhamn.
Omkringliggande stadsdelar är Udden, Enäjärvi, Metsämaa och Ulasöre 

## Befolkningsutveckling
| Befolkningsutvecklingen i Inderö 2011–2013 | Befolkningsutvecklingen i Inderö 2011–2013 | Befolkningsutvecklingen i Inderö 2011–2013 | Befolkningsutvecklingen i Inderö 2011–2013 | Befolkningsutvecklingen i Inderö 2011–2013 |
| ------------------------------------------ | ------------------------------------------ | ------------------------------------------ | ------------------------------------------ | ------------------------------------------ |
|                                            |                                            |                                            |                                            |                                            |
| År                                         |                                            |                                            | Folkmängd                                  |                                            |
| 2011                                       | 2011                                       |                                            | 6 862                                      |                                            |
| 2013                                       | 2013                                       |                                            | 6 706                                      |                                            |